# Филиппов, Фёдор Иванович
Фёдор Ива́нович Фили́ппов (14 июня 1911, Егорьевск, Рязанская губерния — 1988) — советский кинорежиссёр. Заслуженный деятель искусств РСФСР (1974).

## Биография
Родился 1 (14) июня 1911 года в Егорьевске. C 1928 года работал актёром и режиссёром в Егорьевском Театре рабочей молодёжи. Окончил режиссёрский факультет Государственного института кинематографии (мастерская С. Эйзенштейна) в 1936 году. Поначалу работал ассистентом режиссёра, вторым режиссёром на «Мосфильме», снимался в картине «Бежин луг».
В годы Великой Отечественной войны был фронтовым корреспондентом ЦСДФ (1943—1945), в качестве второго режиссёра принимал участие в создании полнометражного документального фильма «Победа на правобережной Украине» (1945).
По окончании войны — вновь на «Мосфильме», выступил также автором нескольких киносценариев. Член КПСС с 1946 года.
Ф. И. Филиппов скончался в 1988 году.

## Фильмография
- 1941 — Волшебное зерно (совм. с В. Кадочниковым)
- 1954 — Золотые яблоки
- 1956 — Челкаш
- 1958 — По ту сторону
- 1960 — Хлеб и розы
- 1962 — Грешница (совм. с Г. Егиазаровым)
- 1965 — На завтрашней улице
- 1968 — По Руси
- 1970 — Расплата
- 1973 — Это сильнее меня
- 1978 — Поздняя ягода

## Награды и звания
- Орден Отечественной войны II степени (6 ноября 1985)[3]
- Заслуженный деятель искусств РСФСР (1974)[1]